# Massaker von Borovo Naselje
Koordinaten: 45° 23′ N, 18° 57′ O
Das Massaker von Borovo Naselje fand im Kroatienkrieg während der Schlacht um Vukovar im November 1991 statt. Borovo Naselje ist ein nördlicher Stadtteil von Vukovar (Ostslawonien) und Arbeitersiedlung der örtlichen Schuhfabrik Borovo.
In den Kellerräumlichkeiten der Firma „Borovo Commerce“ befand sich eine Abteilung des Lazaretts von Vukovar. Als die Verteidigung der Stadt im November 1991 fiel, befanden sich darin etwa 200 Schwerverletzte. Hinzu kamen einige hundert zivile Flüchtlinge aus der Arbeitersiedlung.
Nach Angaben der Opferverbände entführten serbische Angreifer, nachdem sie am 19. November die Borovo-Siedlung eingenommen hatten, mehr als 100 gefangen genommene Verteidiger und Zivilisten. Einige von diesen wurden auf der Trpinjska cesta (Trpinja-Straße) in Borovo Naselje getötet. Die Leichen der Getöteten wurden in die Donau geworfen.
Bei der Verteidigung der Arbeitersiedlung starben 186 kroatische Verteidiger, unter diesen auch 27 Polizisten aus Varaždin. Beim serbischen Angriff auf Vukovar starben 410 Einwohner von Borovo Naselje. Dies machte etwa zehn Prozent der Bevölkerung dieses Stadtteiles vor dem Krieg aus.